# Symplecta (Psiloconopa) stictica
Symplecta (Psiloconopa) stictica is een tweevleugelige uit de familie steltmuggen (Limoniidae). De soort komt voor in het Palearctisch gebied.